# Liste der Monuments historiques in Tremblois-lès-Rocroi
Die Liste der Monuments historiques in Tremblois-lès-Rocroi führt die Monuments historiques in der französischen Gemeinde Tremblois-lès-Rocroi auf.

## Liste der Immobilien
| Bezeichnung          | Beschreibung                                                         | Standort                  | Kennzeichnung | Schutzstatus | Datum | Bild           |
| -------------------- | -------------------------------------------------------------------- | ------------------------- | ------------- | ------------ | ----- | -------------- |
| Bornes de Saint-Rémi | mittelalterlicher Grenzstein; ein weiterer auf dem Gebiet von Chilly | westlich des Ortes (Lage) | PA00078536    | Classé       | 1931  | weitere Bilder |